# تاشا هوليداي
تاشا هوليداي (بالإنجليزية: Tasha Holiday)‏ هي مغنية أمريكية، ولدت في عقد 1970 في اتلانتيك سيتي في الولايات المتحدة.

## وصلات خارجية
- تاشا هوليداي على موقع ميوزك برينز (الإنجليزية)
- تاشا هوليداي على موقع ديسكوغز (الإنجليزية)